# Al Doilea Război Daco-Roman
Al Doilea Război Daco-Roman a fost un conflict militar desfășurat între anii 105 și 106, după ce regele dac Decebal a încălcat tratatul de pace încheiat după Primul Război Daco-Roman. Traian, ca urmare a încălcării prevederilor tratatului, a pornit războiul cu intenția cuceririi complete a Daciei.

## Înainte de război
După încheierea păcii care a pus capăt războiului dintre anii 101-102, Decebal a respectat pentru un timp termenii acesteia, dar apoi a început să incite la revoltă triburile vecine și să jefuiască coloniile romane de peste Dunăre. Traian atunci și-a adunat din nou forțele militare, pentru un al doilea război împotriva Daciei. Traian, cunoscut pentru caracterul său optimist și întreprinzător, și-a adunat încă o dată forțele în 105 d.Hr. pentru un al doilea război împotriva Daciei.

## Războiul
Cel de-al doilea război daco-roman a implicat mai multe lupte care au provocat pierderi însemnate. Armata romană, aflată în fața a numeroase triburi aliate cu Decebal, nu a reușit să obțină repede o victorie decisivă. Multe orașe aflate de-a lungul Dunării care fuseseră fortificate de către armata romană erau asediate de daci. În fruntea armatei romane s-a aflat și Traian în bătăliile din Dobrogea. Traian a stabilit cartierul general al armatei romane în localitatea Drobeta. 
Un asediu asupra capitalei Sarmizegetusa a avut loc la începutul verii anului 106. Dacii au respins primul atac, însă romanii au distrus apeductele capitalei dace. Orașul a fost incendiat și, în final, Roma a triumfat ocupând Dacia. Decebal a fugit, dar a fost urmărit și ajuns din urmă. Acesta a preferat să se sinucidă în loc să fie capturat. 
Datorită trădării lui Bicilis, un apropiat al regelui dac, romanii au descoperit comoara lui Decebal în râul Sargetia - estimată de Jérôme Carcopino la 165 500 kg de aur și 331 000 kg de argint. Ultima bătălie cu armata regelui dac a avut loc la Porolissum (Moigrad). Traian nu a acceptat condițiile de pace din tratatul de pace încheiat în urma primului război daco-roman, formulând alte prevederi.

## Urmări
La sfârșitul războiului, romanii au ocupat o parte din Dacia și au transformat-o în provincie de rang imperial, fiind condusă în numele împăratului de către un guvernator (legatus Augusti). Câștigarea acestei bătălii și supunerea triburilor dacice l-au îndreptățit pe Traian să își ia și titlul de Dacicus. 
Principalul izvor istoric, care amintește despre războaiele dintre romani și triburile dacice, este monumentul cunoscut sub denumirea de Columna lui Traian, care fusese amplasată în Forum Traiani din Roma. 
Dacia romană a fost abandonată  de către Imperiul Roman, în anul 271, din rațiuni strategice și militare. Evenimentul de la 271 este cunoscut ca „Retragerea aureliană”. Cu toate că armata romană și administrația s-au retras la sud de Dunăre, acest fapt nu înseamnă că populația rămasă acolo nu fusese romanizată,iar retragerea romană nu a însemnat și dispariția latinității la nord de Dunăre. 